# Angelo Stiller
Angelo Stiller (Munique, 4 de abril de 2001) é um futebolista alemão que atua como volante. Atualmente, joga no Stuttgart.

## Carreira

### Bayern de Munique
Stiller fez sua estreia profissional pelo Bayern de Munique II, fazendo 17 partidas durante a temporada 2019-20 da 3. Liga. Em outubro de 2020, Stiller fez sua estreia pelo Bayern de Munique, na uma vitória por 3 a 0 sobre o 1. FC Düren na DFB-Pokal, quando entrou como substituto de Niklas Süle no segundo tempo. Em 1 de dezembro de 2020, ele fez sua estreia na Champions League no empate em 1 a 1 fora de casa contra Atlético de Madrid.

### TSG Hoffenheim
Em 18 de janeiro de 2021, foi anunciado que ele se juntaria ao TSG Hoffenheim.

### VfB Stuttgart
Em 25 de agosto de 2023, Stiller mudou-se para o VfB Stuttgart e assinou um contrato de quatro anos.

## Estilo de jogo
Stiller frequentemente é escalado como volante pelo lado esquerdo. Descrito como um jogador com boa leitura de jogo e alta capacidade de retenção de bola sob pressão, Stiller exerce muita influência na construção de jogadas ofensivas com um vasto repertório de passes e movimentação constante para criar opções de passe nas entrelinhas da marcação adversária. Foi considerado um dos destaques do Stuttgart na Bundesliga de 2024–25, onde o clube conquistou a segunda colocação.

## Títulos
Bayern de Munique II
- 3.Liga: 2019–20

VfB Stuttgart
- Copa da Alemanha: 2024–25[7]